# 三重県立桑名高等学校
三重県立桑名高等学校（みえけんりつ くわなこうとうがっこう）は、三重県桑名市東方に所在する公立高等学校。
通称は「桑高」（くわこう）。

## 概要

### 教育組織
校舎は、JR関西本線・近鉄名古屋線・養老鉄道養老線の桑名駅、三岐鉄道北勢線の馬道駅にもほど近い。
「高い学力と健康でたくましい心身を併せ持ち、将来、国際的・全国的レベルで活躍できる個性豊かな人間を育成」を基本理念としている。
土曜日にも学校を開放し、生徒に自主学習の場を提供。1年次より土曜日課外を実施。

### 教育内容
全日制課程
- 主に一時限を50分としており、月曜日から金曜日まで7時限（普通科は月・金、理数科は金曜日が6時限）まである。
- 3学期制を採用している。
- 理数科では学力の向上のための0時限といった普通科にはない授業を行う場合もある。

※ 現在では、普通科においても成績上位者のうち希望者のみの0限授業が行われている。
定時制課程
- 1時限を45分としており、月曜日から金曜日まで4時間の授業をおこなう。
- 3修制度の導入により、0時限授業をおこなっている。

### 生徒組織
全日制課程の生徒による組織は、生徒会ではなく、「生徒自治会」と称している。また生徒自治会誌「しらうお」は1965年に創刊されて以来、毎年発刊されている。
定時制課程の生徒による組織は、生徒会で、生徒会誌「尾野山」は全日制課程の生徒自治会誌より歴史は古く、1952年に創刊されて以来、毎年発行されている。ページ数は150を越え、生徒全員の作文も掲載されている。

## 教育課程

### 現在の教育課程
全日制
- 普通科 - 6クラス（1～6組）。1年の11月頃にコース・科目登録を行い、2年次、正式に文理選択。2020年度から1クラス減。
- 理数科 - 1クラス（7組）。3年次に文理選択。0限授業や理数科合宿、研修がある。
- 衛生看護科 - 1クラス（8組）。平成23年度から分校を廃止し、本校へ移転。

定時制
- 普通科 - A館の2・3階にある定時制専用の教室で3〜4年間学ぶ。1時限は45分。必履修科目の他に「ITリテラシー」「メディアデザイン」を開設している。

### 廃止された教育課程
全日制
- 商業科 - 平成15年度から募集を停止し、平成17年3月卒業生にて最後・廃止。
- 家政科 - 平成16年度から募集を停止し、平成18年3月卒業生にて最後・廃止。

## 沿革
- 1910年 - 桑名郡立高等女学校開校（後の三重県立桑名高等女学校）。
- 1923年 - 三重県桑名町立桑名中学校開校（後の三重県立桑名中学校）。
- 1924年 - 桑名町立桑名実業女学校（後の桑名市立高等女学校）。
- 1948年5月12日 - 学制改革により三重県立桑名中学校・三重県立桑名高等女学校・桑名市立高等女学校の三校を統合して、三重県桑名高等学校を設置。
- 1948年8月1日 - 定時制課程を併設。
- 1949年4月1日 - 全日制に普通・商業・家庭の3学科を設置。
- 1950年11月3日 - 校旗制定。
- 1951年2月8日 - 校歌制定。
- 1955年3月22日 - 三重県立桑名高等学校と改称。
- 1955年4月1日 - 定時制に商業科を設置。
- 1969年4月1日 - 全日制に理数科を設置。
- 1974年4月1日 - 衛生看護分校を設置。
- 1980年4月5日 - 体育館竣工。
- 1988年3月17日 - 芸術館竣工。
- 1990年 - 武道場・トレーニングルーム竣工。
- 2002年 - 学校週五日制に対応して、全日制課程では1時限65分授業を実施。定時制課程では1時限45分授業を実施。
- 2004年 - 全日制のみ三学期制から二学期制に。
- 2005年 - 商業科廃科。
- 2006年 - 家政科廃科。
- 2007年 - 部室棟を改築。
- 2009年 - 三重県立桑名高等学校開校100周年。
- 2010年 - 三重県立桑名高等女学校開校100周年。
- 2011年 - 衛生看護分校を廃止し、本校に衛生看護科を設置、移転。
- 2012年 - A館において、耐震化工事開始。2013年初頭に終了予定。

## 象徴

### 校歌
窪田空穂作詞、信時潔作曲。歌詞は三番まである。一番では生徒を育む近代都市としての桑名を、二番では生徒を育む自然豊かな桑名を、三番では学生の希望と理想を謳っている。一番から三番まで歌詞の最後に「母校よ桑名高等学校」と謳う。
また応援歌も存在しており、応援歌第一は山田博作詞の「明けゆく空」、応援歌第二は米山正夫作詞・作曲の「若人に栄光あれ」。

### 校章
校章は桑の葉。三葉を放射状に配し、中央に高等学校の頭文字「高」の字を置いて桑名高等学校の意を表わしている。三枚の葉で前三校（三重県立桑名中学校、三重県立桑名高等女学校、桑名私立高等女学校）を象徴すると同時に、教育の目標の知育・徳育・体育を示す。元桑名高等学校教諭、羽柴忠弘の考案によるものである（生徒手帳「校章の由来」より）。

## 行事

### 全日制
- 桑高祭 - 文化祭。 2日間にかけて行われる。1日目は桑名市民ホールにてオープニングセレモニーが行われ、2日目は本校で一般公開される。
- 体育祭 - 桑高祭の約1週間後にあり、桑高体操という独自の体操を全校生徒で準備体操として行う。全校生徒、先生で「体育祭ダンス」を踊る。
- スポーツ大会（年2回） - 各年度の7月と3月に行われる。
- 遠足・修学旅行 - 24年度から1年生の遠足はなくなり、校外研修に変更。行先は京都。修学旅行では24年度から九州を訪れる。

### 定時制
- クラスマッチ - 1、3学期におこなう体育行事。
- 体育祭 - 2学期におこなう体育行事。
- 文化祭 - オペラ公演や各国の伝統芸能や桑名連鶴などの体験を行う。
- 遠足・修学旅行 - 遠足では、バスで近隣の施設に行く。修学旅行は近年長崎を中心に生徒が平和学習などを行う。

## 部活動

### 運動部
- 硬式野球部
- 軟式野球部
- ソフトボール部
- 陸上部
- 水泳部
- サッカー部
- 空手道部
- 剣道部
- 硬式テニス部
- 軟式テニス部
- バレーボール部
- 体操部
- バスケットボール部
- 卓球部
- 柔道部
- ハンドボール部
- バドミントン部
- ボウリング部
- バトン部
- ダンス部
- 山岳部

### 文化部
- 吹奏楽部
- 美術部
- 英語部
- 放送部
- 書道部
- 邦楽部
- 競技かるた部
- 茶道部
- 演劇部
- クッキング部

### 同好会
- 文芸同好会
- オカリナ同好会
- 軽音楽同好会

## 著名な出身者
- 酒井敏明（プロ野球選手）
- 諸山文彦（バスケットボール選手）
- ナカムラヒロシ（i-dep/SOTTE BOSSE）
- 水谷元（元桑名市長）
- 鈴木礼治（元愛知県知事）
- 日沖靖（いなべ市長）
- 伊藤茂樹（外務省大臣官房審議官・大使）
- 小森敏也（総務省関東管区行政評価局長）
- 水谷久和（元三菱航空機社長）
- 南川三治郎（写真家、作家）
- 北村けんじ（児童文学作家）
- 貝塚爽平（地理学者、東京都立大学名誉教授）
- 矢田俊隆（政治史学者、北海道大学名誉教授）
- 伊藤清三（数学者、東京大学名誉教授）
- 安田喜憲（環境考古学者、国際日本文化研究センター名誉教授）
- 千葉一幹（文芸評論家、拓殖大学教授）
- 増地克之（柔道家、筑波大学講師）
- 井伊岳夫（彦根井伊家18代当主）
- 倉谷滋（生物学者）
- 前田阿希子（毎日放送元アナウンサー）
- 伊藤徳宇（現桑名市長）
- 橋詰真美（フリーアナウンサー、元NHK津放送局契約）
- 松久正（医師）
- 河合莉菜（元名古屋テレビ放送、元石川テレビ放送アナウンサー、元NHK津放送局契約）
- 伊藤伸子（フリーアナウンサー）

## 交通アクセス
- 三岐鉄道北勢線 馬道駅下車、徒歩で約10分。
- 三岐鉄道北勢線 西桑名駅下車、徒歩で約15分。
- JR関西本線・近鉄名古屋線・養老鉄道養老線 桑名駅下車、徒歩で約10分。
- 三重交通バス 大山田団地、ネオポリス、阿下喜方面行きにて「桑名高校前」下車、徒歩で約5分。